# Bactris turbinocarpa
Bactris turbinocarpa är en enhjärtbladig växtart som beskrevs av João Barbosa Rodrigues. Bactris turbinocarpa ingår i släktet Bactris och familjen Arecaceae. Inga underarter finns listade i Catalogue of Life.